# أدلبرت ريكن
أدلبرت ريكن (بالإنجليزية: Adalbert Ricken)‏ (و. 1851 – 1921 م) هو عالم نبات، وكهنوت، واخصائي فطريات من ألمانيا . ولد في فولدا.
توفي في فريتزلار.